# Boar's Nest
Il Boar's Nest è il ristorante della serie televisiva Hazzard e del film Moonrunners.
È l'edificio più antico della Contea di Hazzard ed è di proprietà di Boss Hogg. È il principale luogo di ritrovo della famiglia Duke (i cugini Bo, Luke e Daisy, e il loro zio Jesse) e i loro amici e avversari. Daisy è impiegata come cameriera presso il locale.
L'edificio si compone di un'ampia sala, una piccola cucina e un bar. Il bar principale contiene anche una macchina per i popcorn, un jukebox, un flipper, un tavolo da biliardo e un telefono a pagamento. C'è anche un piccolo palcoscenico, dove prendono scena spettacoli teatrali, concorsi e spettacoli di grandi artisti della musica country, di solito per sistemare le violazioni del traffico applicate dallo sceriffo Rosco P. Coltrane quando attraversano la sua giurisdizione.
Nella parte posteriore del ristorante c'è un ufficio in cui Boss Hogg conduce molti dei suoi affari disonesti. Il seminterrato ha un tunnel di fuga, che è stato utilizzato nei giorni in cui le famiglie Hogg e Duke erano coinvolte nella corsa al chiaro di luna e stavano cercando di eludere le autorità.
Di fronte all'attività ci sono due pompe a gas HoggoCo e un ampio parcheggio. Il parcheggio spesso funge da punto di partenza e arrivo per varie gare che si svolgono nella contea di Hazzard.
Nel film del 1997, Hazzard 20 anni dopo, il Boar's Nest era stato bruciato da una festa di matrimonio, e uno nuovo era stato costruito in città.

## Origine
Il Boar's Nest era un vero e proprio bar nella zona in cui Jerry Rushing era solito eseguire il chiaro di luna. Le sue storie sono state la base per il film Moonrunners (il precursore di Hazzard e la prima apparizione del Boar's Nest sullo schermo).
L'edificio usato come Boar's Nest al 290 di Flat Rock Road, a nord di Covington, in Georgia, durante le riprese dei primi cinque episodi della prima stagione esiste ancora. Ora viene usato come chiesa.